# یوکاکو

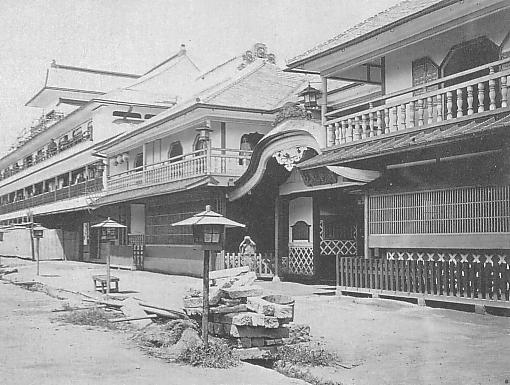
یوشیوارا در توکیو در سال ۱۸۲۷

یوراکو (به ژاپنی: 遊廓 Yūkaku) به روسپی‌خانههای دارای مجوز از طرف دولت ژاپن گفته می‌شد. از سال ۱۹۵۶ قانون ضد فحشا در ژاپن تصویب شد و یوکاکو از بین رفت.